# Antonivske, Mejova
Antonivske (în ucraineană Антонівське) este un sat în comuna Bohdanivka din raionul Mejova, regiunea Dnipropetrovsk, Ucraina.

## Demografie
Componența lingvistică a localității Antonivske
     Ucraineană (94,08%)
     Rusă (5,35%)
     Alte limbi (0,28%)
Conform recensământului din 2001, majoritatea populației localității Antonivske era vorbitoare de ucraineană (94,08%), existând în minoritate și vorbitori de rusă (5,35%).